# بني وراد (سيدي علي)
بني وراد هو دُوَّار يقع بجماعة مغاصيين، عمالة مكناس، جهة فاس مكناس في المملكة المغربية. ينتمي الدوّار لمشيخة سيدي علي التي تضم 6 دواوير. يقدر عدد سكانه بـ 763 نسمة حسب الإحصاء الرسمي للسكان والسكنى لسنة 2004.

## روابط خارجية
- البوابة الوطنية للجماعات الترابية نسخة محفوظة 12 مارس 2018 على موقع واي باك مشين.
- المندوبية السامية للتخطيط